# Bahnstrecke Nürnberg–Cheb
| |                                      |                                                    |                                                    |
| Streckennummer (DB): | 5903                                 |                                                    |                                                    |
| Kursbuchstrecke (DB): | 544, 860, 891                        |                                                    |                                                    |
| Kursbuchstrecke (SŽ): | 179                                  |                                                    |                                                    |
| Kursbuchstrecke: | 421 (Nürnberg Hbf – Schirnding 1946) |                                                    |                                                    |
| Streckenlänge: | 151,466 km                           |                                                    |                                                    |
| Spurweite: | 1435 mm (Normalspur)                 |                                                    |                                                    |
| Streckenklasse: | D4                                   |                                                    |                                                    |
| Stromsystem: | Cheb-Skalka – Cheb: 25 kV, 50 Hz ~   |                                                    |                                                    |
| Streckengeschwindigkeit: | 140 km/h                             |                                                    |                                                    |
| Streckengeschwindigkeit mit Neigetechnik: | 160 km/h                             |                                                    |                                                    |
| Zugbeeinflussung: | PZB, ZUB 262 (Nürnberg–Marktredwitz) |                                                    |                                                    |
| Zweigleisigkeit: | Nürnberg Hbf–Marktredwitz            |                                                    |                                                    |
| |                                      |                                                    |                                                    |
| \| \| \| von Crailsheim \| \| \| \| \| von Roth (S-Bahn) \| \| \| \| \| von Treuchtlingen \| \| \| \| \| von Bamberg \| \| \| \| 0,002 \| Nürnberg Hbf \| Nürnberg Hbf \| \| \| \| nach Regensburg Hbf \| \| \| \| \| nach Feucht \| \| \| \| \| nach Irrenlohe \| \| \| \| 1,600 \| Regensburg–Nürnberg \| Regensburg–Nürnberg \| \| \| 1,600 \| Feucht–Nürnberg \| Feucht–Nürnberg \| \| \| 2,000 \| Irrenlohe–Nürnberg \| Irrenlohe–Nürnberg \| \| \| \| \| \| \| \| \| Abstellbahnhof Ost (Nha) \| \| \| \| 2,879 \| Wöhrder See (113 m) \| Wöhrder See (113 m) \| \| \| 3,190 \| Bundesstraße 4 R (42 m) \| Bundesstraße 4 R (42 m) \| \| \| \| Ringbahn von Nürnberg-Dutzendteich \| \| \| \| 3,891 \| Nürnberg Ost \| Nürnberg Ost \| \| \| \| nach Nürnberg Nordost \| \| \| \| 5,395 \| Nürnberg-Erlenstegen (seit 1984) \| Nürnberg-Erlenstegen (seit 1984) \| \| \| 5,548 \| Bundesstraße 14 (68 m) \| Bundesstraße 14 (68 m) \| \| \| 5,630 \| Nürnberg-Erlenstegen (1894–1984) \| Nürnberg-Erlenstegen (1894–1984) \| \| \| \| von Nürnberg Nordost \| \| \| \| 7,200 \| Eichelberg (Abzw; bis 1980) \| Eichelberg (Abzw; bis 1980) \| \| \| 8,330 \| Bundesautobahn 3 (56 m) \| Bundesautobahn 3 (56 m) \| \| \| 9,865 \| Behringersdorf (ehem. Bf) \| Behringersdorf (ehem. Bf) \| \| \| 12,660 \| Rückersdorf (Mittelfr) \| Rückersdorf (Mittelfr) \| \| \| 14,203 \| Ludwigshöhe (seit 1896) \| Ludwigshöhe (seit 1896) \| \| \| 16,807 \| Lauf (rechts Pegnitz) \| 334 m \| \| \| 19,108 \| Bundesautobahn 9 (82 m) \| Bundesautobahn 9 (82 m) \| \| \| 20,174 \| Neunkirchen a Sand (1877–1970 Schnaittach Bf) \| Neunkirchen a Sand (1877–1970 Schnaittach Bf) \| \| \| \| nach Simmelsdorf-Hüttenbach \| \| \| \| 24,029 \| Reichenschwand (Bf 1877–1983) \| Reichenschwand (Bf 1877–1983) \| \| \| 27,737 \| Hersbruck (rechts Pegnitz) \| (345 m) \| \| \| 29,200 \| Hersbruck (rechts Pegnitz) Ost (Bft; seit 1992) \| Hersbruck (rechts Pegnitz) Ost (Bft; seit 1992) \| \| \| \| nach Pommelsbrunn \| \| \| \| 33,447 \| Hohenstadt (Mittelfr) (ehem. Bf) \| Hohenstadt (Mittelfr) (ehem. Bf) \| \| \| 35,000 \| Eschenbach (geplant) \| Eschenbach (geplant) \| \| \| 35,059 \| Pegnitz (43 m) \| Pegnitz (43 m) \| \| \| 38,319 \| Pegnitz (45 m) \| Pegnitz (45 m) \| \| \| 39,797 \| Vorra (Pegnitz) \| 370 m \| \| \| 41,467 \| Pegnitz (38 m) \| Pegnitz (38 m) \| \| \| 42,149 \| Pegnitz (33 m) \| Pegnitz (33 m) \| \| \| 42,306 \| Vogelherdtunnel (254 m) \| Vogelherdtunnel (254 m) \| \| \| 42,670 \| Pegnitz (34 m) \| Pegnitz (34 m) \| \| \| 43,043 \| Pegnitz (40 m) \| Pegnitz (40 m) \| \| \| 43,488 \| Pegnitz (36 m) \| Pegnitz (36 m) \| \| \| 43,652 \| Plattetunnel (268 m) \| Plattetunnel (268 m) \| \| \| 44,399 \| Rupprechtstegen (ehem. Bf) \| Rupprechtstegen (ehem. Bf) \| \| \| 45,420 \| Pegnitz (42 m) \| Pegnitz (42 m) \| \| \| 45,500 \| Rothenfelstunnel (218 m) \| Rothenfelstunnel (218 m) \| \| \| 46,037 \| Pegnitz (41 m) \| Pegnitz (41 m) \| \| \| 46,137 \| Hufstättetunnel (80 m) \| Hufstättetunnel (80 m) \| \| \| 46,304 \| Pegnitz (41 m) \| Pegnitz (41 m) \| \| \| 46,440 \| Sonnenburgtunnel (185 m) \| Sonnenburgtunnel (185 m) \| \| \| 46,665 \| Pegnitz (52 m) \| Pegnitz (52 m) \| \| \| 46,922 \| Gotthardtunnel (318 m) \| Gotthardtunnel (318 m) \| \| \| 47,349 \| Pegnitz (40 m) \| Pegnitz (40 m) \| \| \| 47,562 \| Velden (b Hersbruck) \| Velden (b Hersbruck) \| \| \| 47,644 \| Pegnitz (40 m) \| Pegnitz (40 m) \| \| \| 47,731 \| Haidenhübeltunnel (170 m) \| Haidenhübeltunnel (170 m) \| \| \| 48,126 \| Pegnitz (40 m) \| Pegnitz (40 m) \| \| \| 48,100 \| Velden (b Hersbruck) Dolomit (Awanst) \| Velden (b Hersbruck) Dolomit (Awanst) \| \| \| 49,951 \| Pegnitz (24 m) \| Pegnitz (24 m) \| \| \| 50,375 \| Pegnitz (32 m) \| Pegnitz (32 m) \| \| \| 50,707 \| Neuhaus (Pegnitz) \| (388 m) \| \| \| 51,051 \| Pegnitz (26 m) \| Pegnitz (26 m) \| \| \| 51,637 \| Pegnitz (28 m) \| Pegnitz (28 m) \| \| \| 53,547 \| Ranna Bk 1 \| Ranna Bk 1 \| \| \| 54,230 \| Ranna (bis 31. Mai 1992) \| Ranna (bis 31. Mai 1992) \| \| \| \| nach Auerbach (Oberpf) \| \| \| \| 54,504 \| Ranna Bk 2 \| Ranna Bk 2 \| \| \| 54,800 \| Beginn Wasserschutzgebiet Ranna \| Beginn Wasserschutzgebiet Ranna \| \| \| 56,000 \| Ende Wasserschutzgebiet Ranna \| Ende Wasserschutzgebiet Ranna \| \| \| 58,823 \| Pegnitz (27 m) \| Pegnitz (27 m) \| \| \| 59,683 \| Pegnitz (32 m) \| Pegnitz (32 m) \| \| \| 60,118 \| Pegnitz (23 m) \| Pegnitz (23 m) \| \| \| 60,530 \| Michelfeld (Oberpf) \| Michelfeld (Oberpf) \| \| \| 60,758 \| Pegnitz (24 m) \| Pegnitz (24 m) \| \| \| 61,000 \| Bundesstraße 85 \| Bundesstraße 85 \| \| \| 65,232 \| Pegnitz (33 m) \| Pegnitz (33 m) \| \| \| 65,600 \| Pegnitz (34 m) \| Pegnitz (34 m) \| \| \| 66,014 \| Pegnitz (35 m) \| Pegnitz (35 m) \| \| \| 66,919 \| Pegnitz \| 423 m \| \| \| 74,957 \| Schnabelwaid \| 472 m \| \| \| \| nach Bayreuth Hbf \| \| \| \| 79,700 \| Engelmannsreuth \| Engelmannsreuth \| \| \| 85,760 \| Vorbach (Oberpf) \| 460 m \| \| \| 88,219 \| Katzenbühltunnel (471 m) \| Katzenbühltunnel (471 m) \| \| \| \| von Bayreuth Hbf \| \| \| \| 93,667 \| Kirchenlaibach \| 462 m \| \| \| \| nach Weiden (Oberpf) \| \| \| \| \| Bundesstraße 22 \| \| \| \| 97,540 \| Haidenaab-Göppmannsbühl \| 481 m \| \| \| \| Haidenaab (58 m) \| \| \| \| 102,090 \| Immenreuth \| 513 m \| \| \| 108,113 \| Armannsberger Tunnel (841 m) \| Armannsberger Tunnel (841 m) \| \| \| 111,542 \| Riglasreuther Viadukt über die Fichtelnaab (161 m) \| Riglasreuther Viadukt über die Fichtelnaab (161 m) \| \| \| \| von Fichtelberg \| \| \| \| 112,802 \| Neusorg \| 558 m \| \| \| 116,488 \| Langentheilener Tunnel (761 m) \| Langentheilener Tunnel (761 m) \| \| \| 121,167 \| Waldershof \| 549 m \| \| \| \| von Weiden \| \| \| \| 124,206 \| Marktredwitz \| 533 m \| \| \| \| nach Oberkotzau \| \| \| \| \| Bundesautobahn 93 \| \| \| \| 129,100 \| Brand (b Marktredwitz) \| 507 m \| \| \| 129,952 \| Seußener Viadukt über die Röslau (83 m) \| Seußener Viadukt über die Röslau (83 m) \| \| \| 131,170 \| Seußen \| (499 m) \| \| \| 132,764 \| Elisenfelser Viadukt über die Röslau (82 m) \| Elisenfelser Viadukt über die Röslau (82 m) \| \| \| 134,860 \| Arzberg \| 483 m \| \| \| 138,280 \| Schirnding \| (461 m) \| \| \| \| Bundesstraße 303 \| \| \| \| 140,589 \| Staatsgrenze Deutschland–Tschechien \| Staatsgrenze Deutschland–Tschechien \| \| \| \| Schnellstraße 6 \| \| \| \| 141,935 \| Pomezí nad Ohří früher Mühlbach (b Eger) \| Pomezí nad Ohří früher Mühlbach (b Eger) \| \| \| 147,720 \| Cheb-Skalka \| Cheb-Skalka \| \| \| 147,800 \| Beginn der Fahrleitung (25 kV, 50 Hz) \| Beginn der Fahrleitung (25 kV, 50 Hz) \| \| \| \| Schnellstraße 214 \| \| \| \| \| von Wiesau \| \| \| \| \| von (Wien–) Plzeň \| \| \| \| 151,468 \| Cheb früher Eger \| 460 m \| \| \| \| nach Chomutov \| \| \| \| \| nach Plauen (Vogtl) ob Bf und nach Oberkotzau \| \| \| \| \| \| \| \| Quellen: [1][2][3] \| \| \| \| |                                      |                                                    |                                                    |
| Strecke |                                      | von Crailsheim                                     | von Crailsheim                                     |
| Abzweig geradeaus und von rechts |                                      | von Roth (S-Bahn)                                  | von Roth (S-Bahn)                                  |
| Abzweig geradeaus und von rechts |                                      | von Treuchtlingen                                  | von Treuchtlingen                                  |
| Abzweig geradeaus und von links |                                      | von Bamberg                                        | von Bamberg                                        |
| Bahnhof | 0,002                                | Nürnberg Hbf                                       | Nürnberg Hbf                                       |
| Abzweig geradeaus und nach links |                                      | nach Regensburg Hbf                                | nach Regensburg Hbf                                |
| Abzweig geradeaus und nach links |                                      | nach Feucht                                        | nach Feucht                                        |
| Abzweig geradeaus und nach links |                                      | nach Irrenlohe                                     | nach Irrenlohe                                     |
| Kreuzung geradeaus unten | 1,600                                | Regensburg–Nürnberg                                | Regensburg–Nürnberg                                |
| Kreuzung geradeaus unten | 1,600                                | Feucht–Nürnberg                                    | Feucht–Nürnberg                                    |
| Kreuzung geradeaus unten | 2,000                                | Irrenlohe–Nürnberg                                 | Irrenlohe–Nürnberg                                 |
| Strecke von links · Abzweig geradeaus und nach rechts |                                      |                                                    |                                                    |
| Betriebs-/Güterbahnhof Streckenende · Strecke |                                      | Abstellbahnhof Ost (Nha)                           | Abstellbahnhof Ost (Nha)                           |
| Brücke über Wasserlauf | 2,879                                | Wöhrder See (113 m)                                | Wöhrder See (113 m)                                |
| Brücke | 3,190                                | Bundesstraße 4 R (42 m)                            | Bundesstraße 4 R (42 m)                            |
| Abzweig geradeaus und von rechts |                                      | Ringbahn von Nürnberg-Dutzendteich                 | Ringbahn von Nürnberg-Dutzendteich                 |
| Bahnhof | 3,891                                | Nürnberg Ost                                       | Nürnberg Ost                                       |
| Abzweig geradeaus und ehemals nach links |                                      | nach Nürnberg Nordost                              | nach Nürnberg Nordost                              |
| Haltepunkt / Haltestelle | 5,395                                | Nürnberg-Erlenstegen (seit 1984)                   | Nürnberg-Erlenstegen (seit 1984)                   |
| Brücke | 5,548                                | Bundesstraße 14 (68 m)                             | Bundesstraße 14 (68 m)                             |
| ehemaliger Haltepunkt / Haltestelle | 5,630                                | Nürnberg-Erlenstegen (1894–1984)                   | Nürnberg-Erlenstegen (1894–1984)                   |
| Abzweig geradeaus und ehemals von links |                                      | von Nürnberg Nordost                               | von Nürnberg Nordost                               |
| ehemalige Blockstelle | 7,200                                | Eichelberg (Abzw; bis 1980)                        | Eichelberg (Abzw; bis 1980)                        |
| Brücke | 8,330                                | Bundesautobahn 3 (56 m)                            | Bundesautobahn 3 (56 m)                            |
| Haltepunkt / Haltestelle | 9,865                                | Behringersdorf (ehem. Bf)                          | Behringersdorf (ehem. Bf)                          |
| Bahnhof | 12,660                               | Rückersdorf (Mittelfr)                             | Rückersdorf (Mittelfr)                             |
| Haltepunkt / Haltestelle | 14,203                               | Ludwigshöhe (seit 1896)                            | Ludwigshöhe (seit 1896)                            |
| Bahnhof | 16,807                               | Lauf (rechts Pegnitz)                              | 334 m                                              |
| Brücke | 19,108                               | Bundesautobahn 9 (82 m)                            | Bundesautobahn 9 (82 m)                            |
| Bahnhof | 20,174                               | Neunkirchen a Sand (1877–1970 Schnaittach Bf)      | Neunkirchen a Sand (1877–1970 Schnaittach Bf)      |
| Abzweig geradeaus und nach links |                                      | nach Simmelsdorf-Hüttenbach                        | nach Simmelsdorf-Hüttenbach                        |
| Haltepunkt / Haltestelle | 24,029                               | Reichenschwand (Bf 1877–1983)                      | Reichenschwand (Bf 1877–1983)                      |
| Bahnhof | 27,737                               | Hersbruck (rechts Pegnitz)                         | (345 m)                                            |
| Blockstelle | 29,200                               | Hersbruck (rechts Pegnitz) Ost (Bft; seit 1992)    | Hersbruck (rechts Pegnitz) Ost (Bft; seit 1992)    |
| Abzweig geradeaus und nach rechts |                                      | nach Pommelsbrunn                                  | nach Pommelsbrunn                                  |
| Haltepunkt / Haltestelle | 33,447                               | Hohenstadt (Mittelfr) (ehem. Bf)                   | Hohenstadt (Mittelfr) (ehem. Bf)                   |
| ehemaliger Haltepunkt / Haltestelle | 35,000                               | Eschenbach (geplant)                               | Eschenbach (geplant)                               |
| Brücke über Wasserlauf | 35,059                               | Pegnitz (43 m)                                     | Pegnitz (43 m)                                     |
| Brücke über Wasserlauf | 38,319                               | Pegnitz (45 m)                                     | Pegnitz (45 m)                                     |
| Bahnhof | 39,797                               | Vorra (Pegnitz)                                    | 370 m                                              |
| Brücke über Wasserlauf | 41,467                               | Pegnitz (38 m)                                     | Pegnitz (38 m)                                     |
| Brücke über Wasserlauf | 42,149                               | Pegnitz (33 m)                                     | Pegnitz (33 m)                                     |
| Tunnel | 42,306                               | Vogelherdtunnel (254 m)                            | Vogelherdtunnel (254 m)                            |
| Brücke über Wasserlauf | 42,670                               | Pegnitz (34 m)                                     | Pegnitz (34 m)                                     |
| Brücke über Wasserlauf | 43,043                               | Pegnitz (40 m)                                     | Pegnitz (40 m)                                     |
| Brücke über Wasserlauf | 43,488                               | Pegnitz (36 m)                                     | Pegnitz (36 m)                                     |
| Tunnel | 43,652                               | Plattetunnel (268 m)                               | Plattetunnel (268 m)                               |
| Haltepunkt / Haltestelle | 44,399                               | Rupprechtstegen (ehem. Bf)                         | Rupprechtstegen (ehem. Bf)                         |
| Brücke über Wasserlauf | 45,420                               | Pegnitz (42 m)                                     | Pegnitz (42 m)                                     |
| Tunnel | 45,500                               | Rothenfelstunnel (218 m)                           | Rothenfelstunnel (218 m)                           |
| Brücke über Wasserlauf | 46,037                               | Pegnitz (41 m)                                     | Pegnitz (41 m)                                     |
| Tunnel | 46,137                               | Hufstättetunnel (80 m)                             | Hufstättetunnel (80 m)                             |
| Brücke über Wasserlauf | 46,304                               | Pegnitz (41 m)                                     | Pegnitz (41 m)                                     |
| Tunnel | 46,440                               | Sonnenburgtunnel (185 m)                           | Sonnenburgtunnel (185 m)                           |
| Brücke über Wasserlauf | 46,665                               | Pegnitz (52 m)                                     | Pegnitz (52 m)                                     |
| Tunnel | 46,922                               | Gotthardtunnel (318 m)                             | Gotthardtunnel (318 m)                             |
| Brücke über Wasserlauf | 47,349                               | Pegnitz (40 m)                                     | Pegnitz (40 m)                                     |
| Haltepunkt / Haltestelle | 47,562                               | Velden (b Hersbruck)                               | Velden (b Hersbruck)                               |
| Brücke über Wasserlauf | 47,644                               | Pegnitz (40 m)                                     | Pegnitz (40 m)                                     |
| Tunnel | 47,731                               | Haidenhübeltunnel (170 m)                          | Haidenhübeltunnel (170 m)                          |
| Brücke über Wasserlauf | 48,126                               | Pegnitz (40 m)                                     | Pegnitz (40 m)                                     |
| Abzweig geradeaus und ehemals von links | 48,100                               | Velden (b Hersbruck) Dolomit (Awanst)              | Velden (b Hersbruck) Dolomit (Awanst)              |
| Brücke über Wasserlauf | 49,951                               | Pegnitz (24 m)                                     | Pegnitz (24 m)                                     |
| Brücke über Wasserlauf | 50,375                               | Pegnitz (32 m)                                     | Pegnitz (32 m)                                     |
| Bahnhof | 50,707                               | Neuhaus (Pegnitz)                                  | (388 m)                                            |
| Brücke über Wasserlauf | 51,051                               | Pegnitz (26 m)                                     | Pegnitz (26 m)                                     |
| Brücke über Wasserlauf | 51,637                               | Pegnitz (28 m)                                     | Pegnitz (28 m)                                     |
| Blockstelle | 53,547                               | Ranna Bk 1                                         | Ranna Bk 1                                         |
| ehemaliger Bahnhof | 54,230                               | Ranna (bis 31. Mai 1992)                           | Ranna (bis 31. Mai 1992)                           |
| Abzweig geradeaus und ehemals nach rechts |                                      | nach Auerbach (Oberpf)                             | nach Auerbach (Oberpf)                             |
| Blockstelle | 54,504                               | Ranna Bk 2                                         | Ranna Bk 2                                         |
| Grenze | 54,800                               | Beginn Wasserschutzgebiet Ranna                    | Beginn Wasserschutzgebiet Ranna                    |
| Grenze | 56,000                               | Ende Wasserschutzgebiet Ranna                      | Ende Wasserschutzgebiet Ranna                      |
| Brücke über Wasserlauf | 58,823                               | Pegnitz (27 m)                                     | Pegnitz (27 m)                                     |
| Brücke über Wasserlauf | 59,683                               | Pegnitz (32 m)                                     | Pegnitz (32 m)                                     |
| Brücke über Wasserlauf | 60,118                               | Pegnitz (23 m)                                     | Pegnitz (23 m)                                     |
| ehemaliger Haltepunkt / Haltestelle | 60,530                               | Michelfeld (Oberpf)                                | Michelfeld (Oberpf)                                |
| Brücke über Wasserlauf | 60,758                               | Pegnitz (24 m)                                     | Pegnitz (24 m)                                     |
| Strecke mit Straßenbrücke | 61,000                               | Bundesstraße 85                                    | Bundesstraße 85                                    |
| Brücke über Wasserlauf | 65,232                               | Pegnitz (33 m)                                     | Pegnitz (33 m)                                     |
| Brücke über Wasserlauf | 65,600                               | Pegnitz (34 m)                                     | Pegnitz (34 m)                                     |
| Brücke über Wasserlauf | 66,014                               | Pegnitz (35 m)                                     | Pegnitz (35 m)                                     |
| Bahnhof | 66,919                               | Pegnitz                                            | 423 m                                              |
| Bahnhof | 74,957                               | Schnabelwaid                                       | 472 m                                              |
| Abzweig geradeaus und nach links |                                      | nach Bayreuth Hbf                                  | nach Bayreuth Hbf                                  |
| ehemaliger Bahnhof | 79,700                               | Engelmannsreuth                                    | Engelmannsreuth                                    |
| ehemaliger Bahnhof | 85,760                               | Vorbach (Oberpf)                                   | 460 m                                              |
| Tunnel | 88,219                               | Katzenbühltunnel (471 m)                           | Katzenbühltunnel (471 m)                           |
| Abzweig geradeaus und von links |                                      | von Bayreuth Hbf                                   | von Bayreuth Hbf                                   |
| Bahnhof | 93,667                               | Kirchenlaibach                                     | 462 m                                              |
| Abzweig geradeaus und nach rechts |                                      | nach Weiden (Oberpf)                               | nach Weiden (Oberpf)                               |
| Brücke |                                      | Bundesstraße 22                                    | Bundesstraße 22                                    |
| Haltepunkt / Haltestelle | 97,540                               | Haidenaab-Göppmannsbühl                            | 481 m                                              |
| Brücke über Wasserlauf |                                      | Haidenaab (58 m)                                   | Haidenaab (58 m)                                   |
| Haltepunkt / Haltestelle | 102,090                              | Immenreuth                                         | 513 m                                              |
| Tunnel | 108,113                              | Armannsberger Tunnel (841 m)                       | Armannsberger Tunnel (841 m)                       |
| Brücke über Wasserlauf | 111,542                              | Riglasreuther Viadukt über die Fichtelnaab (161 m) | Riglasreuther Viadukt über die Fichtelnaab (161 m) |
| Abzweig geradeaus und ehemals von links |                                      | von Fichtelberg                                    | von Fichtelberg                                    |
| Bahnhof | 112,802                              | Neusorg                                            | 558 m                                              |
| Tunnel | 116,488                              | Langentheilener Tunnel (761 m)                     | Langentheilener Tunnel (761 m)                     |
| Haltepunkt / Haltestelle | 121,167                              | Waldershof                                         | 549 m                                              |
| Abzweig geradeaus und von rechts |                                      | von Weiden                                         | von Weiden                                         |
| Bahnhof | 124,206                              | Marktredwitz                                       | 533 m                                              |
| Abzweig geradeaus und nach links |                                      | nach Oberkotzau                                    | nach Oberkotzau                                    |
| Strecke mit Straßenbrücke |                                      | Bundesautobahn 93                                  | Bundesautobahn 93                                  |
| ehemaliger Haltepunkt / Haltestelle | 129,100                              | Brand (b Marktredwitz)                             | 507 m                                              |
| Brücke über Wasserlauf | 129,952                              | Seußener Viadukt über die Röslau (83 m)            | Seußener Viadukt über die Röslau (83 m)            |
| ehemaliger Bahnhof | 131,170                              | Seußen                                             | (499 m)                                            |
| Brücke über Wasserlauf | 132,764                              | Elisenfelser Viadukt über die Röslau (82 m)        | Elisenfelser Viadukt über die Röslau (82 m)        |
| Bahnhof | 134,860                              | Arzberg                                            | 483 m                                              |
| Bahnhof | 138,280                              | Schirnding                                         | (461 m)                                            |
| Strecke mit Straßenbrücke |                                      | Bundesstraße 303                                   | Bundesstraße 303                                   |
| Grenze | 140,589                              | Staatsgrenze Deutschland–Tschechien                | Staatsgrenze Deutschland–Tschechien                |
| Strecke mit Straßenbrücke |                                      | Schnellstraße 6                                    | Schnellstraße 6                                    |
| Haltepunkt / Haltestelle | 141,935                              | Pomezí nad Ohří früher Mühlbach (b Eger)           | Pomezí nad Ohří früher Mühlbach (b Eger)           |
| Haltepunkt / Haltestelle | 147,720                              | Cheb-Skalka                                        | Cheb-Skalka                                        |
| Grenze | 147,800                              | Beginn der Fahrleitung (25 kV, 50 Hz)              | Beginn der Fahrleitung (25 kV, 50 Hz)              |
| Strecke mit Straßenbrücke |                                      | Schnellstraße 214                                  | Schnellstraße 214                                  |
| Abzweig geradeaus und ehemals von rechts |                                      | von Wiesau                                         | von Wiesau                                         |
| Abzweig geradeaus und von rechts |                                      | von (Wien–) Plzeň                                  | von (Wien–) Plzeň                                  |
| Bahnhof | 151,468                              | Cheb früher Eger                                   | 460 m                                              |
| Abzweig geradeaus und nach rechts |                                      | nach Chomutov                                      | nach Chomutov                                      |
| Strecke |                                      | nach Plauen (Vogtl) ob Bf und nach Oberkotzau      | nach Plauen (Vogtl) ob Bf und nach Oberkotzau      |
| |                                      |                                                    |                                                    |
| Quellen: |                                      |                                                    |                                                    |

Die Bahnstrecke Nürnberg–Cheb ist eine Hauptbahn in Bayern und Tschechien. Sie führt von Nürnberg über Lauf an der Pegnitz, Hersbruck, Pegnitz, Kirchenlaibach, Marktredwitz und Schirnding nach Cheb (Eger). Auf dem Abschnitt Nürnberg–Schnabelwaid ist sie Teil der Sachsen-Franken-Magistrale. Sie wird im Nürnberger Raum als Gegenstück zur parallel verlaufenden Bahnstrecke Nürnberg–Irrenlohe („linke Pegnitzstrecke“) auf dem Abschnitt Nürnberg–Hersbruck auch als rechte Pegnitzstrecke bezeichnet.

## Geschichte
Die Strecke war zunächst als direkte Verbindung von Nürnberg nach Bayreuth gedacht, das bereits 1848 mittels einer Stichbahn von Neuenmarkt-Wirsberg aus an die Ludwig-Süd-Nord-Bahn angeschlossen wurde. Da der Umweg über Bamberg keine zufriedenstellende Lösung war, folgte die Planung für eine direkte Verbindung nach Nürnberg. Es standen die Varianten „Forchheim–Ebermannstadt“, „Gräfenberg–Pegnitz“, „Schnaittach–Betzenstein“ und „Neuhaus–Pegnitz“ zur Auswahl, wovon die letztere schließlich zur Ausführung kam. 1874 wurde das Projekt genehmigt. Nach nur dreijähriger Bauzeit konnten am 15. Juli 1877 der Abschnitt Nürnberg–Schnabelwaid und dessen Weiterführung nach Bayreuth eröffnet werden. Am 15. Mai 1878 folgte die Verlängerung Schnabelwaid–Markt Redwitz. Das Teilstück Markt Redwitz–Schirnding wurde wiederum ein Jahr später – am 20. November 1879 – in Betrieb genommen.
Der Weiterbau nach Böhmen verzögerte sich vorerst noch. Ursache war ein Streit über die genaue Trassenführung. Da im Gemeinschaftsbahnhof Eger zwischen der Königlich Bayerischen Staatseisenbahnen, den Königlich Sächsischen Staatseisenbahnen, der Kaiser Franz Josephs-Bahn und der Buschtěhrader Eisenbahn die anfallenden Kosten nach Anzahl der einmündenden Strecken berechnet wurden, wollten die Königlich Bayerischen Staatseisenbahnen unbedingt eine weitere Strecke in Eger vermeiden. Später wurden die Kosten nach der Achsenzahl der Züge berechnet und so fiel die Entscheidung gegen den Bahnhof Franzensbad und für den Streckenbau weiter Richtung Eger. Das letzte Teilstück Schirnding–Eger der Gesamtverbindung wurde schließlich am 1. November 1883 dem Verkehr übergeben.
Die zunächst eingleisige Strecke wurde zwischen 1898 und 1899 zwischen Nürnberg und Markt Redwitz um ein zweites Gleis erweitert und 1901 erneut für den Bahnverkehr freigegeben.
Nach dem Zweiten Weltkrieg ging der in der Tschechoslowakei liegende Streckenabschnitt an die Tschechoslowakischen Staatsbahnen (ČSD) über.
In der ersten Hälfte des Jahres 2015 wurde die Strecke im tschechischen Abschnitt für 120 km/h Höchstgeschwindigkeit statt bisher 90 km/h ausgebaut. Mit Neigetechnik sind seither 160 km/h möglich.
Als Ersatz für den Bahnhof Immenreuth wurde 2016 ein neuer Haltepunkt eröffnet, dessen Bahnsteige 300 Meter näher an der Ortsmitte liegen.

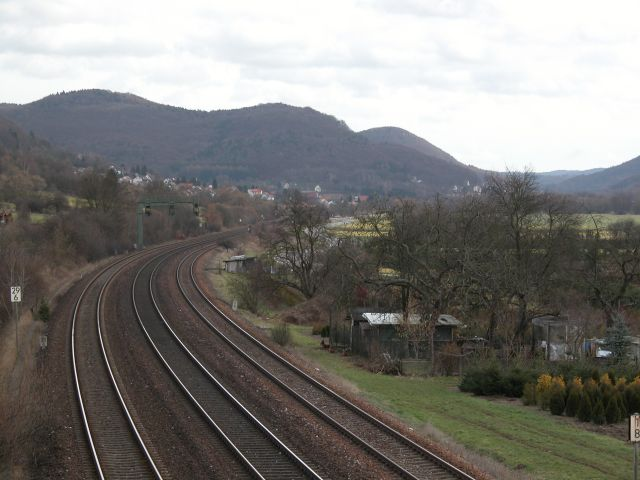
Dreigleisabschnitt bei Hersbruck
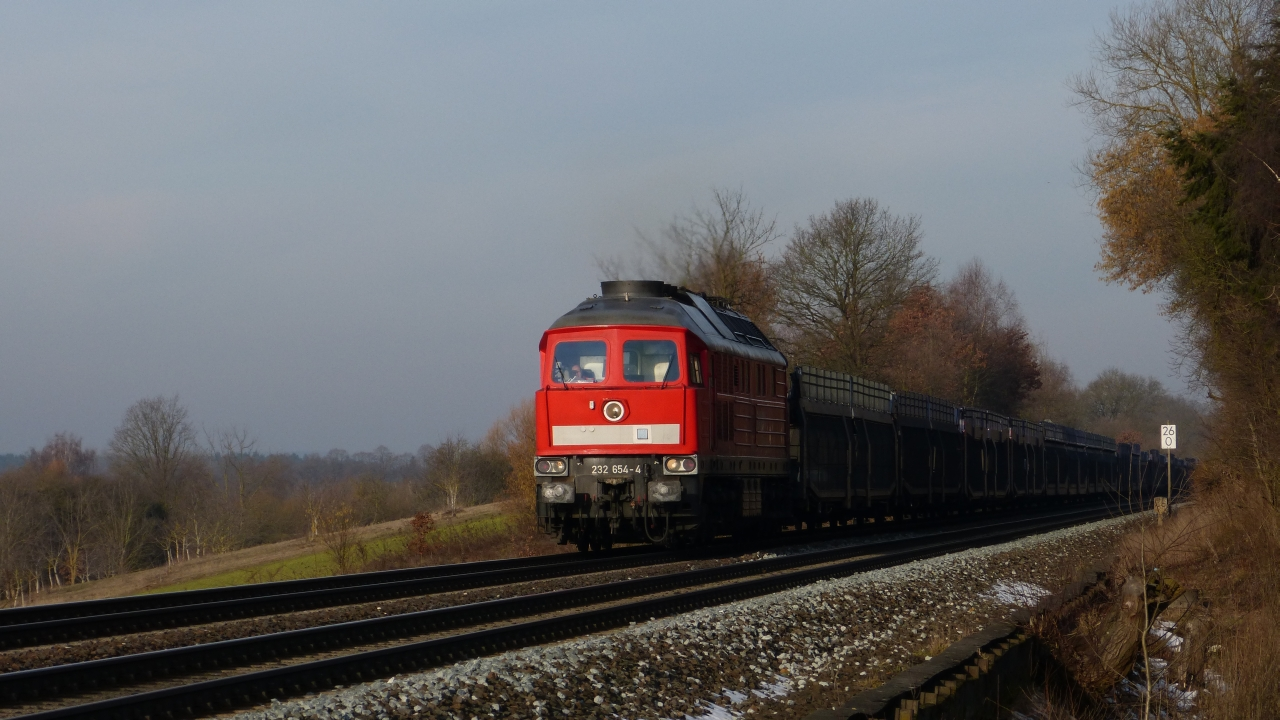
232 654 mit Güterzug westlich von Hersbruck
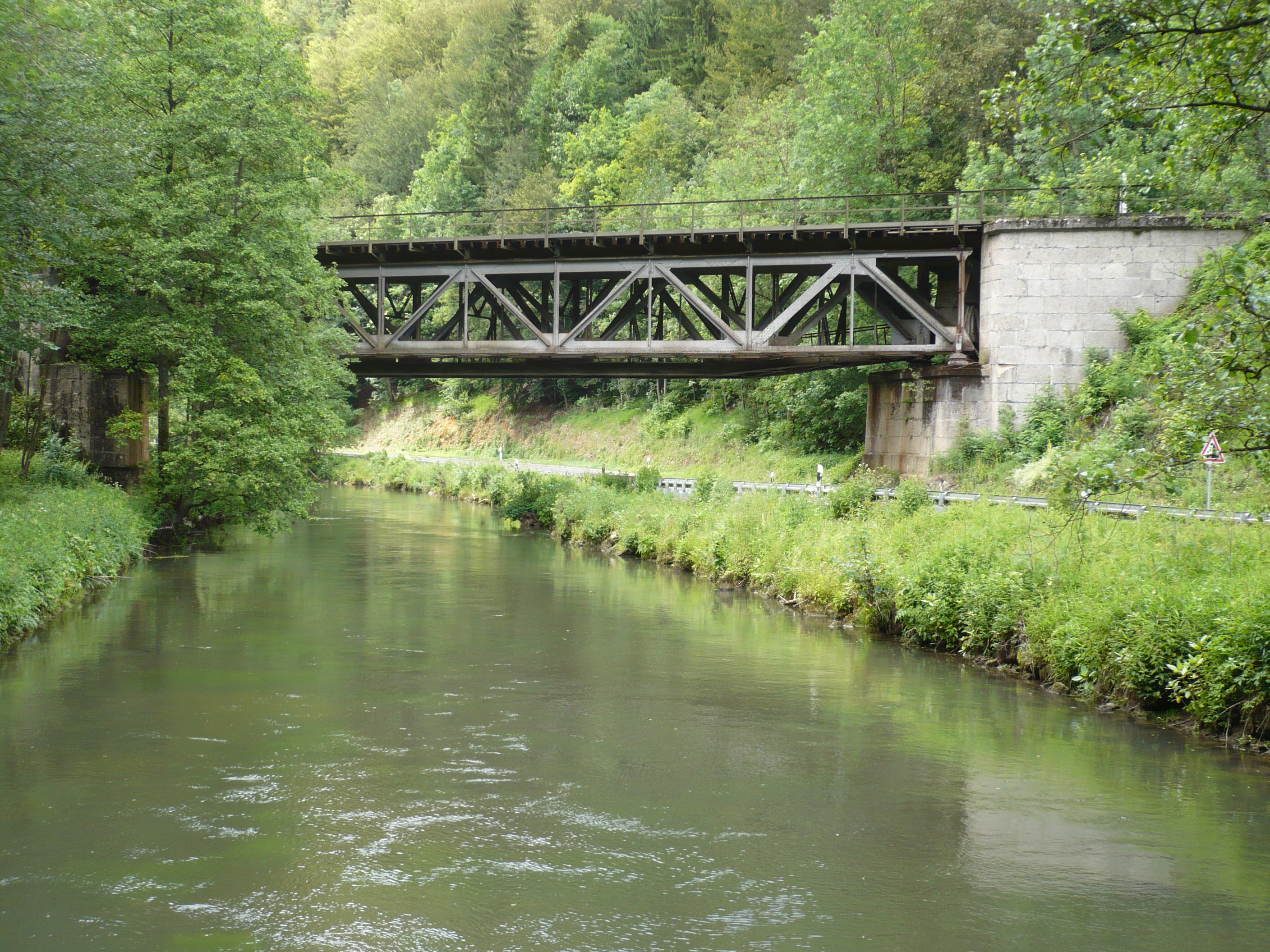
Fachwerkträgerbrücke im Pegnitztal nordöstlich von Rupprechtstegen
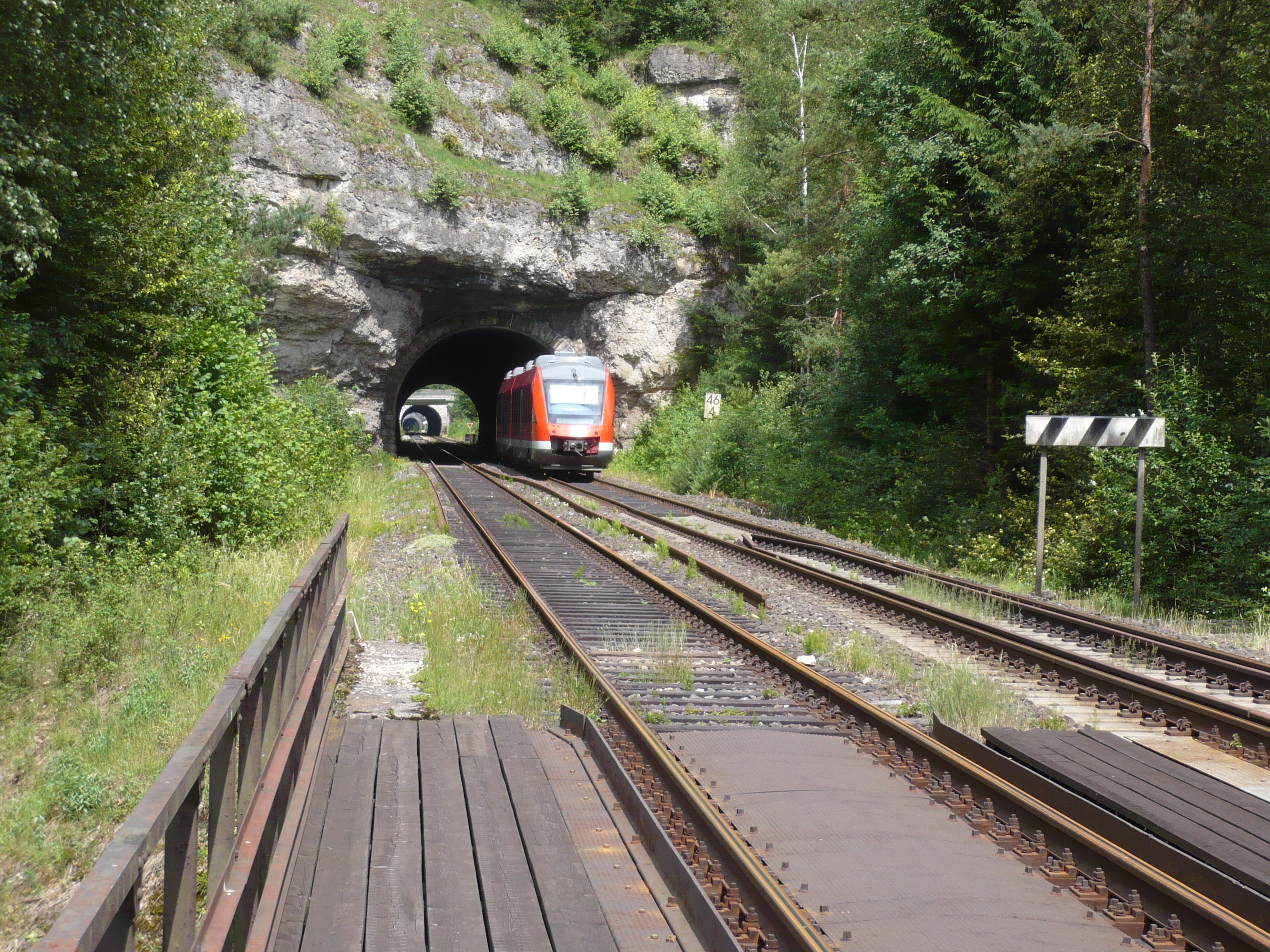
Triebwagen der Baureihe 648 hat die Pegnitz überquert und fährt in den Sonnenburgtunnel ein
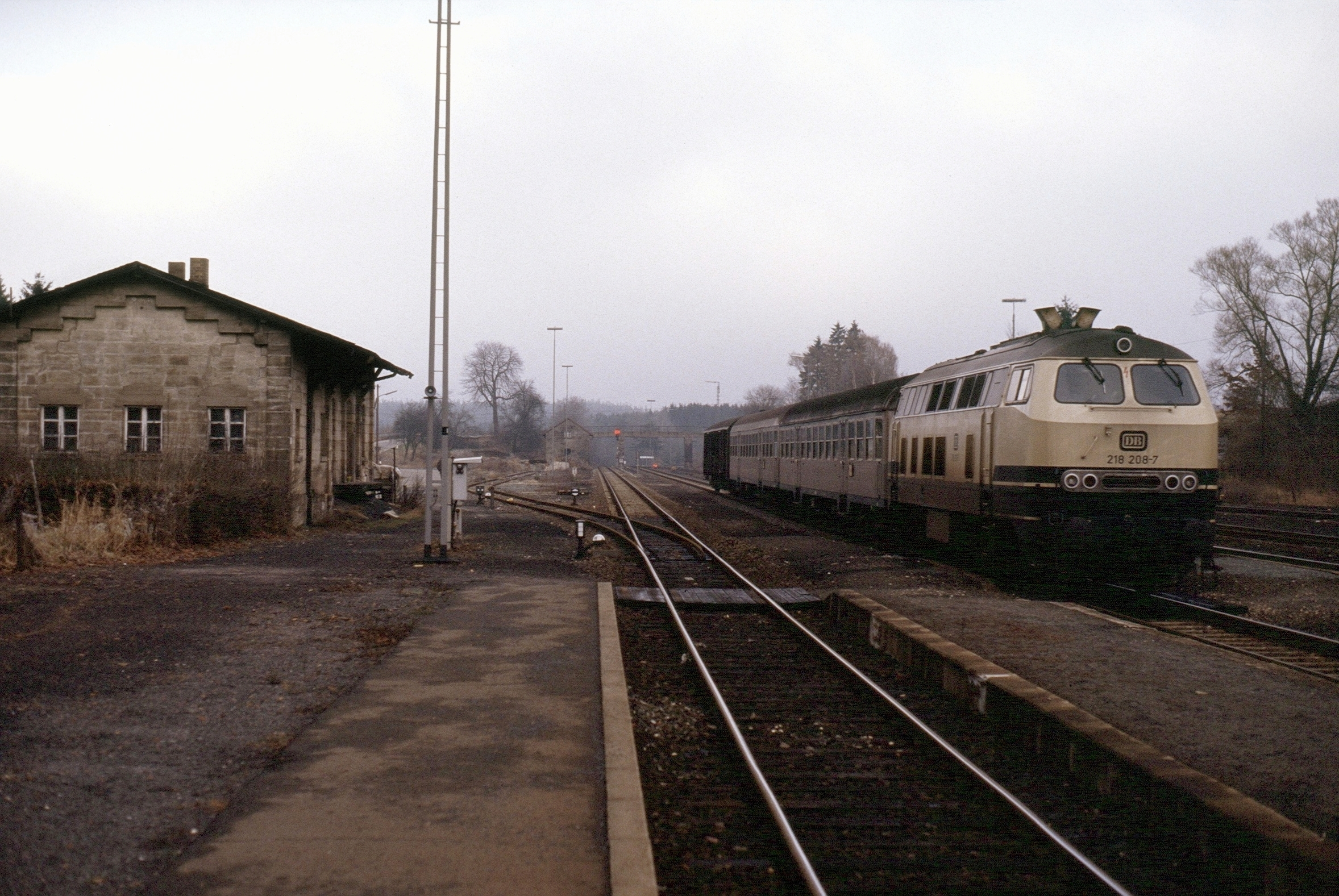
Bahnhof Schnabelwaid mit Zug aus Marktredwitz, 1987
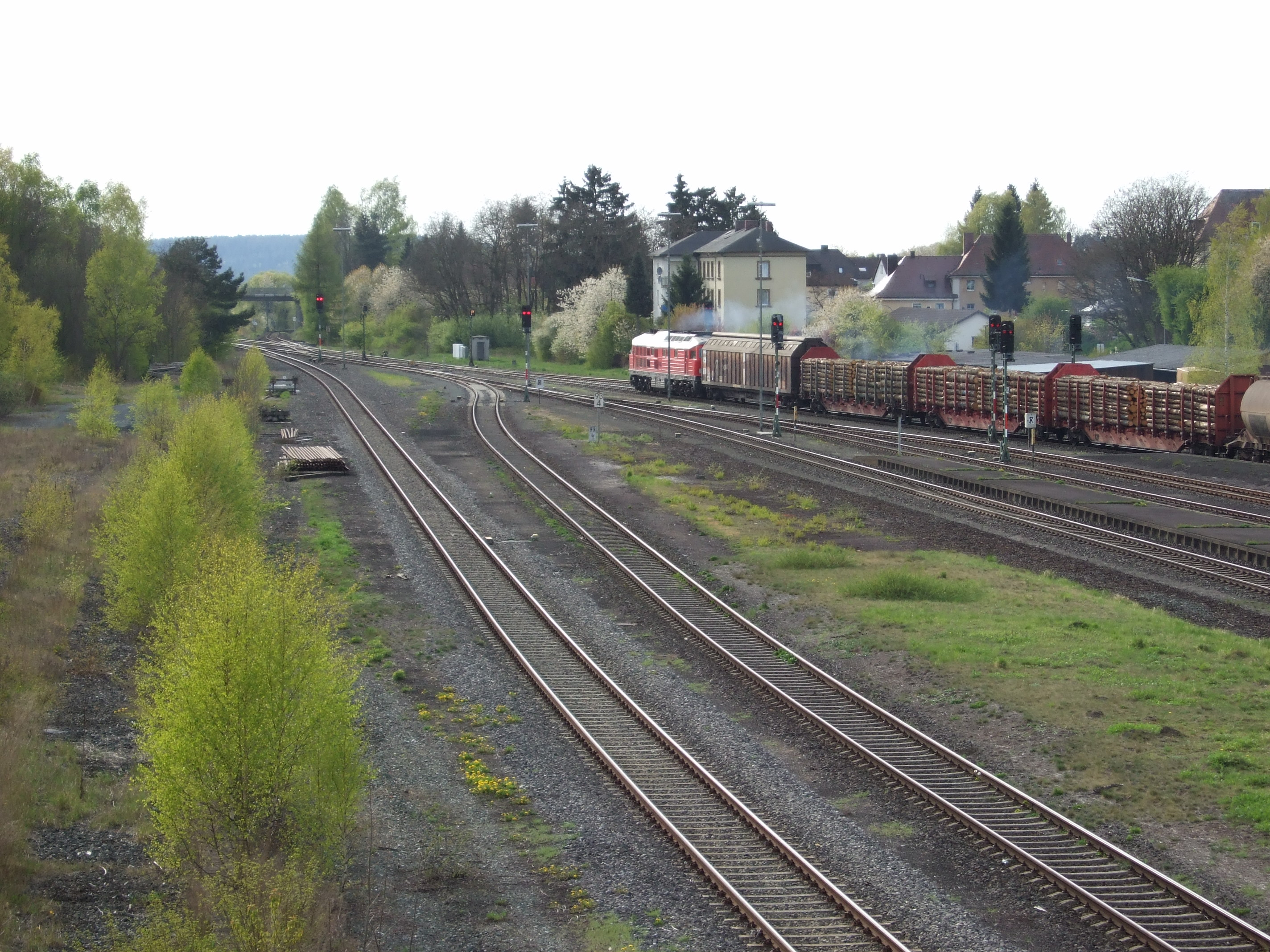
Bahnhof Kirchenlaibach: nach links die zweigleisige Strecke nach Schnabelwaid, rechts eingleisig nach Bayreuth
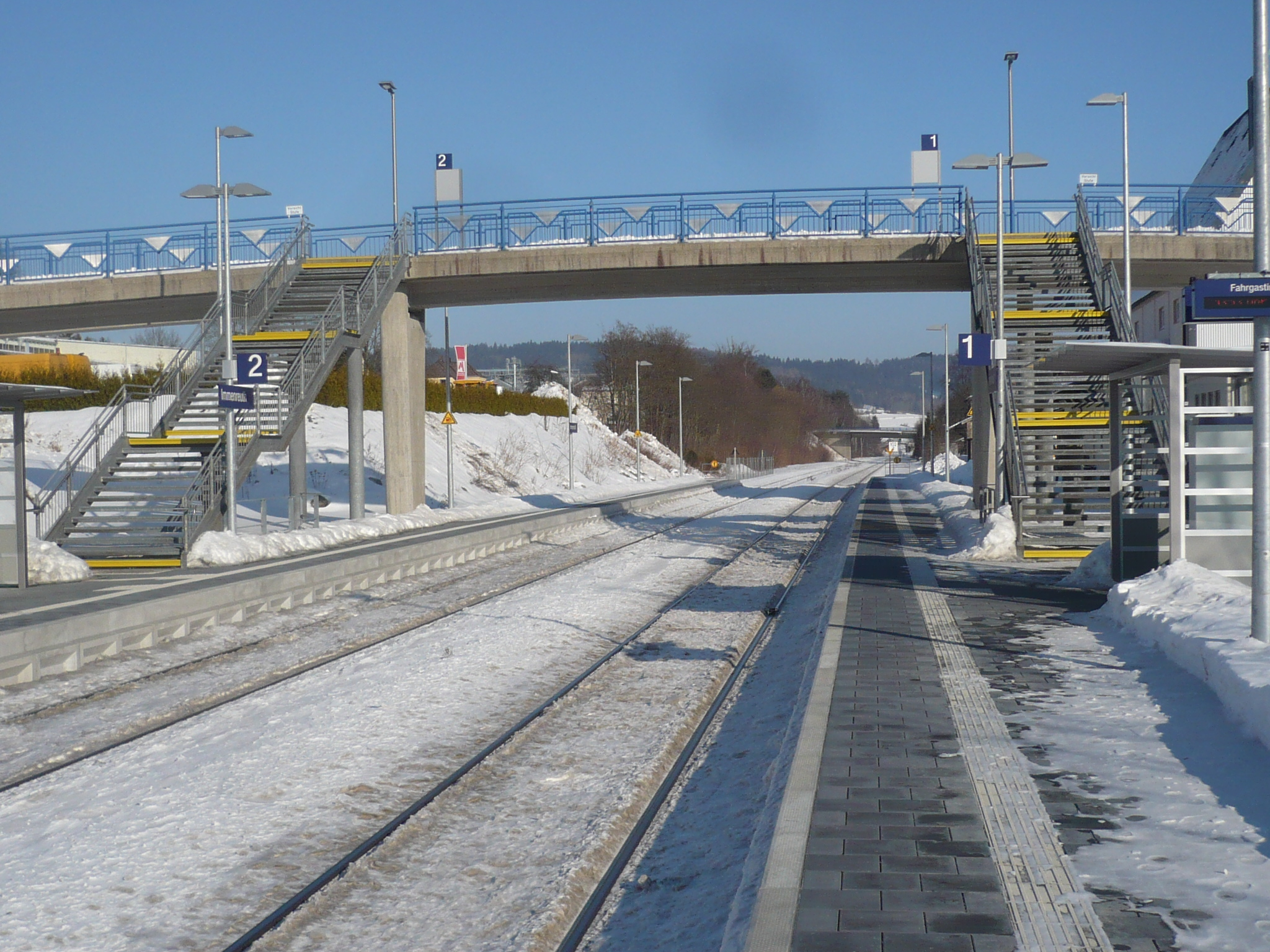
Neuer Haltepunkt Immenreuth
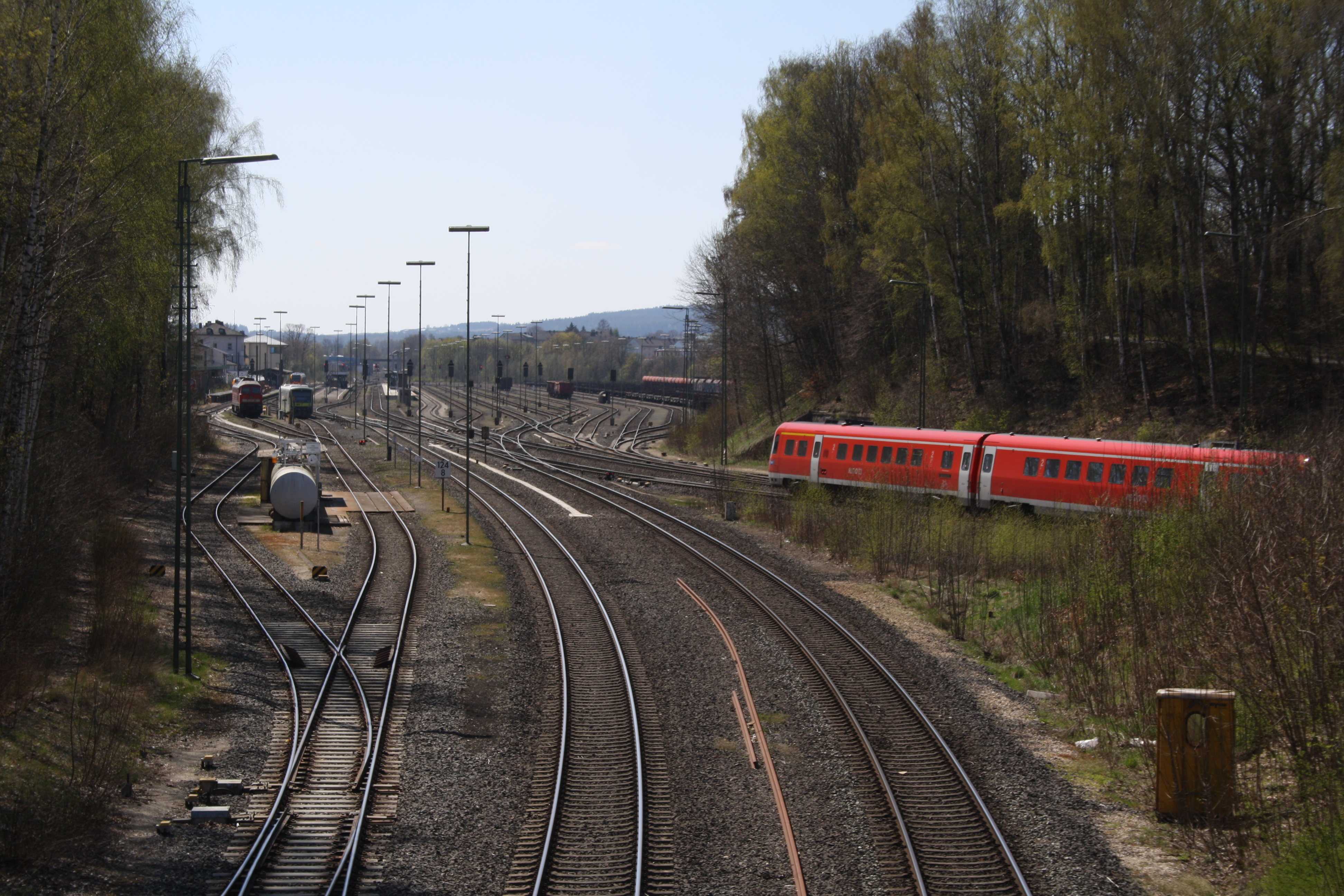
Bahnhof Marktredwitz, Strecke von Cheb, rechts ein Zug auf der Strecke Richtung Oberkotzau
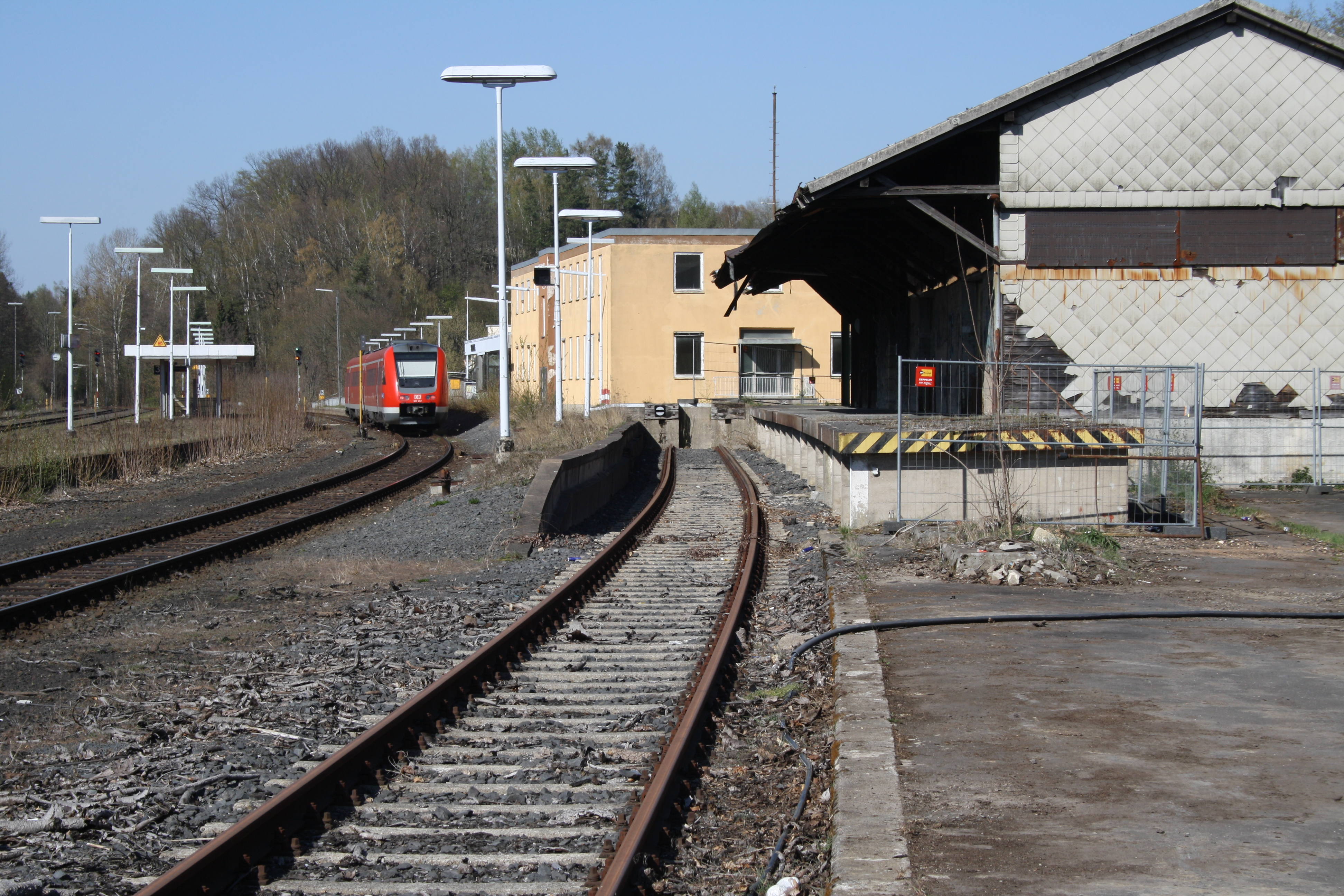
Im Grenzbahnhof Schirnding wird nur noch der Hausbahnsteig genutzt
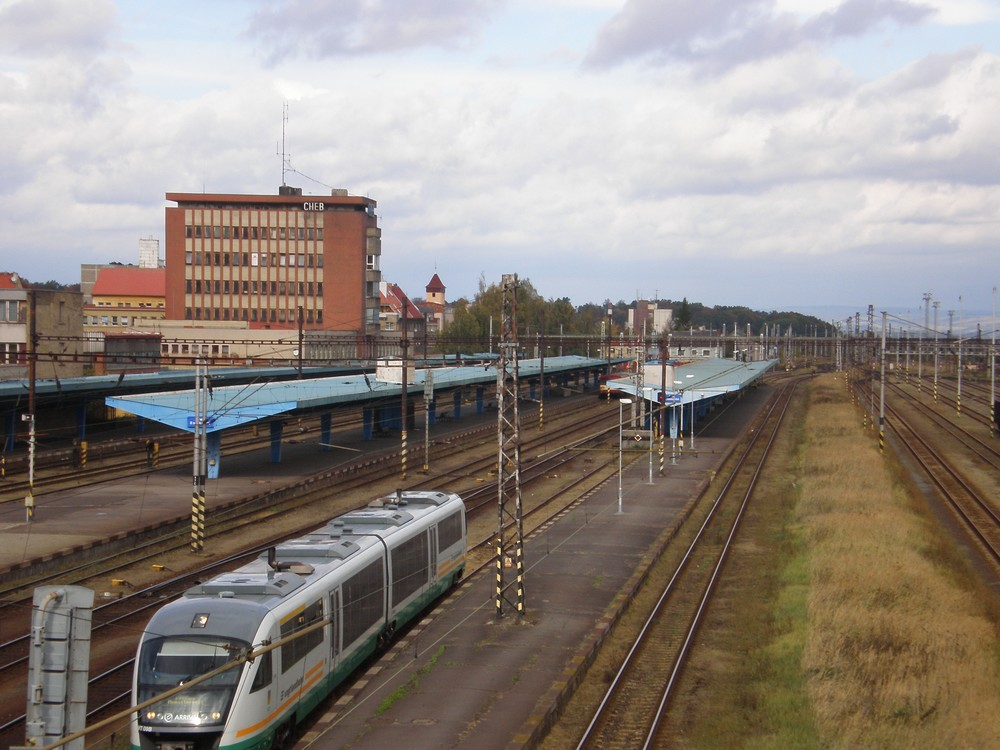
Bahnhof Cheb, vorn ein Desiro-Triebwagen der Vogtlandbahn, 2009

### Zukunft
Nach einem Staatsvertrag zwischen der Bundesrepublik Deutschland und Tschechien vom Ende der 1990er Jahre soll die Strecke ausgebaut und elektrifiziert werden. Der Ausbau soll bis 2030 erfolgen.
2014 wurde eine Interessengemeinschaft bestehend aus Lokalpolitikern aus Oberfranken, Sachsen und Tschechien gegründet, die die Modernisierung der Strecke vorantreiben soll.
Im Zuge des „Bahnausbaus Nordostbayern“ ist mittelfristig eine Elektrifizierung der Strecke sowie eventuell auch eine Eingliederung in die S-Bahn Nürnberg geplant. Problematisch sind hierbei die vielen Tunnel und Brücken in enger Abfolge, deren Lichtraumprofil den Einbau einer Oberleitung bei auch künftig zweigleisigem Betrieb nicht zulässt. Um das Problem zu lösen, hat die DB zwei Varianten vorgelegt. Dazu zählt auch der Vorschlag, einen als „Hartensteintunnel“ bezeichneten 5,5 km langen Tunnel zu bauen, der den tunnel- und brückenreichen Abschnitt im Pegnitztal umgeht. Darüber hinaus gibt es einen weiteren Vorschlag von dritter Seite. Im März 2021 fiel eine Vorentscheidung zur Aufweitung der sieben Tunnel.

#### Brückenerneuerung im Oberen Pegnitztal
Im Abschnitt Hersbruck–Pegnitz, dem „Oberen Pegnitztal“, sind 23 eiserne Brücken, 3 massive Pegnitzviadukte und 7 Tunnel vorhanden. Beim zweigleisigen Ausbau der Bahnstrecke wurden die Fachwerküberbauten des zweiten Gleises Hersbruck–Pegnitz um das Jahr 1899 in gleicher Form wie die Bestandsüberbauten des ersten Gleises aus den 1870er Jahren errichtet. Die Überbauten des ersten Gleises wurden um das Jahr 1930, meist mit Vollwandträgern, erneuert. Aufgrund der technischen Leistung der Erbauer und des entstandenen harmonischen Landschaftsbildes wurden die Brücken und Tunnel 2011 unter Denkmalschutz gestellt.
Die Deutsche Bahn plante 2012, die 23 denkmalgeschützten Brücken durch Neubauten zu ersetzen, da die bisherigen Stahlkonstruktionen aufgrund von Wartungsversäumnissen in einem schlechten Zustand sind. Die Neubauten wurden zur besseren Einfügung in die Landschaft als Stahl-Verbundbrücken mit zurückgesetzten Widerlagern geplant. Die Kosten wurden auf 100 Millionen Euro veranschlagt. Eine Bürgerinitiative setzt sich ab 2012 für den Erhalt der historischen Stahlfachwerkbrücken ein. Die Deutsche Bahn gab in der Folge ein technisches Gutachten in Auftrag. Danach erreichten 2013 vier Brücken, davon drei Pegnitzbrücken, die geforderte Tragfähigkeit nicht mehr und wurden zwischen 2019 und 2021 durch Neubauten zu ersetzt. Fünf Brücken könnten für einen Zeitraum von 30 Jahren erhalten werden. Für die restlichen Brücken war aufgrund einer Vielzahl von Mängel die Entscheidung der DB Netz AG hinsichtlich Erneuerung oder Erhaltung nicht abschließend getroffen. Zwischen 2014 und 2017 erfolgte für 14 eingleisige Brückenbauwerke eine Tragwerksanalyse und statisch-konstruktive Prüfung.
In der Bedarfsvorschau der DB Netz AG im Jahr 2022 waren für 2024/2025 die Auftragsbekanntmachungen für drei weitere neue Pegnitzbrücken aufgeführt.

#### Zukünftige Elektrifizierung der Strecke
Die Elektrifizierung der Strecke ist im vordringlichen Bedarf des Bundesverkehrswegeplans 2030 als Teil des Projekts Nr. 17 (ABS Nürnberg – Marktredwitz – Hof / Grenze D/CZ (– Prag) ) aufgeführt. Die Kosten für das Gesamtvorhaben werden mit knapp 1,2 Milliarden Euro angegeben.

### Eisenbahnunglück von Pegnitz
Am Abend des 30. Dezember 1971 kam es bei Zips nahe Pegnitz zu einem schweren Zugunglück. Eine als Lokzug auf dem falschen Gleis verkehrende Diesellokomotive des Typs V 10020 (212) stieß frontal mit einem entgegenkommenden Güterzug zusammen, der von einer Dampflokomotive der Baureihe 50 geführt wurde.
Der Lokführer der 212 379 sollte den Bahnhof Pegnitz in Richtung Nürnberg verlassen, fuhr jedoch in die falsche Richtung. Der Fahrdienstleiter verständigte umgehend seinen Kollegen im Bahnhof Schnabelwaid, den der Güterzug zu diesem Zeitpunkt jedoch bereits in südlicher Richtung passiert hatte. Dieser war mit ca. 65 km/h unterwegs, die 212 könnte beim Zusammenprall bereits 100 km/h erreicht haben. Deren Lokführer war stark alkoholisiert, bei seiner Obduktion wurden in seinem Blut über drei Promille Alkohol festgestellt. Er und der Heizer der Dampflok waren sofort tot. Der Lokführer der 050 957 versuchte, sich mit einem Sprung aus dem Führerhaus zu retten, erlag später aber seinen Verletzungen.

## Streckenbeschreibung

### Streckennamen
Im Nürnberger Raum wird zur Abgrenzung von der Bahnstrecke Nürnberg–Irrenlohe (linke Pegnitzstrecke) der Name rechte Pegnitzstrecke verwendet, da die Strecken zwischen Nürnberg und Hersbruck beiderseits der Pegnitz parallel zueinander verlaufen. Als Pegnitztalbahn wird der Abschnitt Nürnberg–Pegnitz wegen des Verlaufs entlang der Pegnitz und der Durchquerung des Pegnitztals zwischen Hohenstadt und Pegnitz bezeichnet. Das gesamte Bauprojekt wurde aufgrund der Führung von Nürnberg in Richtung Fichtelgebirge als Fichtelgebirgsbahn bezeichnet.

### Verlauf

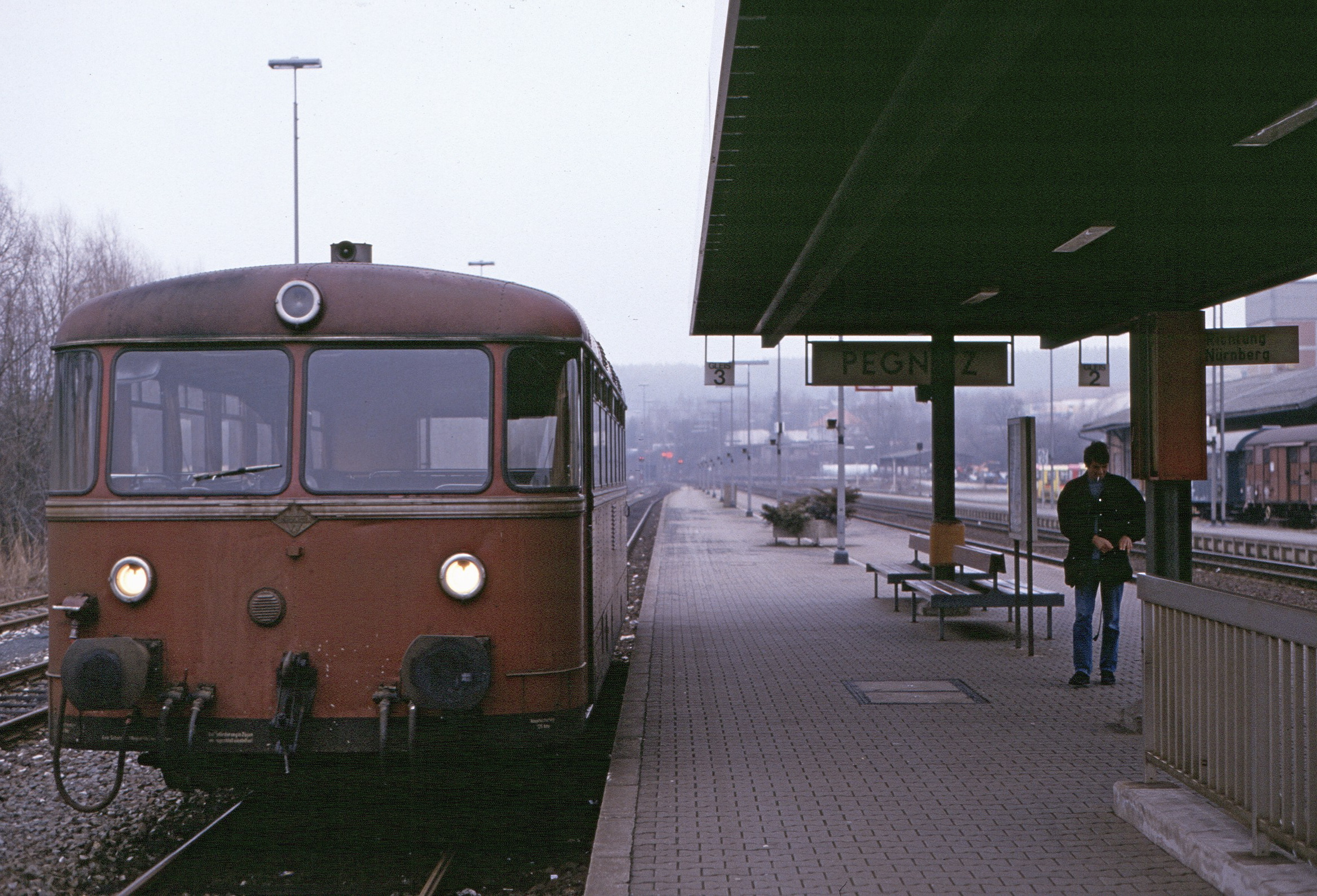
Schienenbus VT 98 aus Bayreuth in Pegnitz, 1987

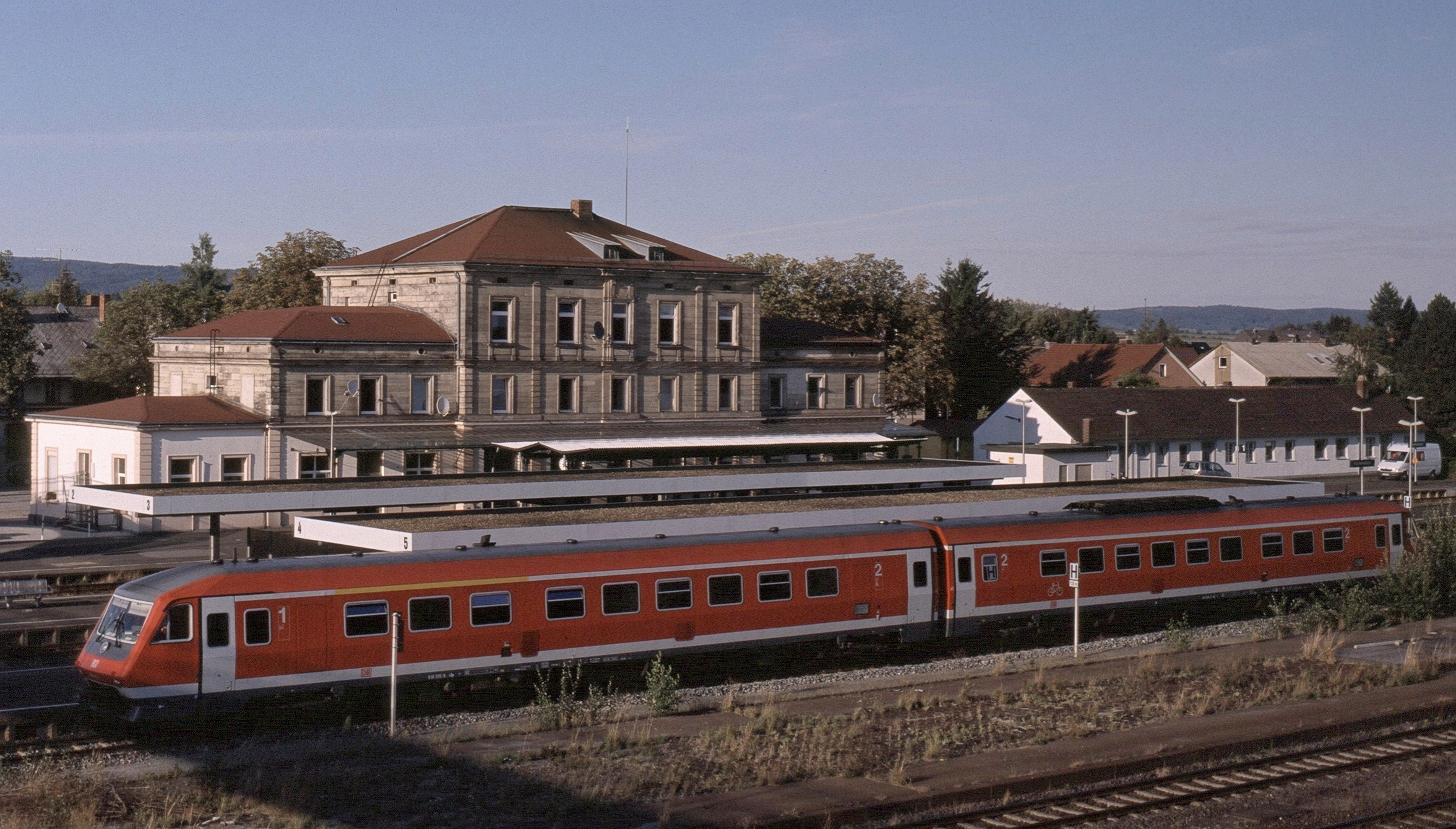
„Pendolino“ der Baureihe 610 im Bahnhof Kirchenlaibach, 2003

Die Strecke verlässt den Nürnberger Hauptbahnhof in östliche Richtung, wendet sich in Höhe des S-Bahn-Haltepunkts Dürrenhof nach links und unterquert die Bahnstrecken nach Regensburg und Irrenlohe. Nach der Überquerung des Wöhrder Sees verläuft die Strecke südlich der Nürnberger Stadtteile St. Jobst und Erlenstegen weiter zwischen Sebalder Reichswald und Pegnitz über Behringersdorf und Rückersdorf nach Lauf.
Nach dem Laufer Ortsende überquert die Strecke die Bundesautobahn 9, erreicht den von 1877 bis 1970 als Schnaittach Bf und danach als Neunkirchen a Sand bezeichneten Bahnhof, an dem die Schnaittachtalbahn nach Simmelsdorf-Hüttenbach abzweigt, und führt über Reichenschwand nach Hersbruck. Vor Hohenstadt (ehemals Bahnhof, heute Haltepunkt) wendet sich die Strecke nach links und folgt dem Pegnitztal durch die Fränkische Schweiz und den Naturpark Veldensteiner Forst bis Pegnitz. Auf diesem Abschnitt überquert die Strecke 25 mal die Pegnitz und führt zwischen Vorra und Neuhaus/Pegnitz auf einer Streckenlänge von nur 6 km durch sieben Tunnel.
Nach dem Pegnitzer Bahnhof verläuft die Strecke entlang der Bundesstraßen 2 und 85 zum Bahnhof Schnabelwaid, an dem die Bahnstrecke nach Bayreuth abzweigt. Weiter führt die Strecke Richtung Osten nach Kirchenlaibach und trifft dort auf die Bahnstrecke Weiden–Bayreuth. Von dem ehemals großen Bahnknotenpunkt mit Bahnbetriebswerk und Bahnmeisterei sind heute nur noch ein sechsgleisiger Durchgangsbahnhof und eine große Schotterwüste im südlichen Bahnhofsbereich übriggeblieben.
Nach dem Bahnhof wendet sich die Strecke nach Nordosten und verläuft am Südrand des Fichtelgebirges entlang. Bei Lenau biegt die Strecke nach rechts ab, um einen Ausläufer des Fichtelgebirges zu umfahren, durchfährt bei Oberwappenöst den Armannsberg-Tunnel und führt weiter zum Neusorger Bahnhof, an dem bis 1984 die Nebenbahn nach Fichtelberg abzweigte. Danach führt die Strecke weiter gen Nordosten, überquert beim Langentheilen-Tunnel die Elbe-Donau-Wasserscheide und erreicht über Waldershof Marktredwitz.
Die Strecke verlässt den Bahnhof Marktredwitz (von dem in Richtung Nordwesten die Hauptstrecke nach Hof führt) gen Nordosten, unterquert die Bundesautobahn 93 und verläuft anschließend bis zur Grenze entlang der Bundesstraße 303. Südlich und nördlich von Seußen überquert sie die Röslau und führt um den Kohlberg herum nach Arzberg. Nachdem die Strecke den Grenzbahnhof Schirnding hinter sich gelassen hat, verläuft sie in West-Ost-Richtung auf Cheb zu, umfährt das Stadtgebiet und führt zusammen mit der Strecke von Plzeň von Süden her in den Bahnhof.

### Ausbauzustand
Die Strecke ist von Nürnberg bis Marktredwitz zweigleisig und von Marktredwitz bis Cheb eingleisig sowie auf ganzer Länge – abgesehen von einem kurzen Abschnitt in der Nähe von Cheb – nicht elektrifiziert. Von km 27,7 (Bahnhof Hersbruck (rechts Pegnitz)) bis km 30,5 ist die Strecke dreigleisig ausgebaut, da dort die Verbindungsbahn zur Bahnstrecke Nürnberg–Irrenlohe abzweigt. Dieser Abschnitt ist signaltechnisch für den Dreigleisbetrieb eingerichtet. Außerdem kann zwischen Rückersdorf und Neunkirchen am Sand sowie Vorra und Neuhaus auf dem Gegengleis mit Hauptsignal und Signal Zs 6 gefahren werden.

## Verkehr und Fahrzeugeinsatz

### Personenverkehr

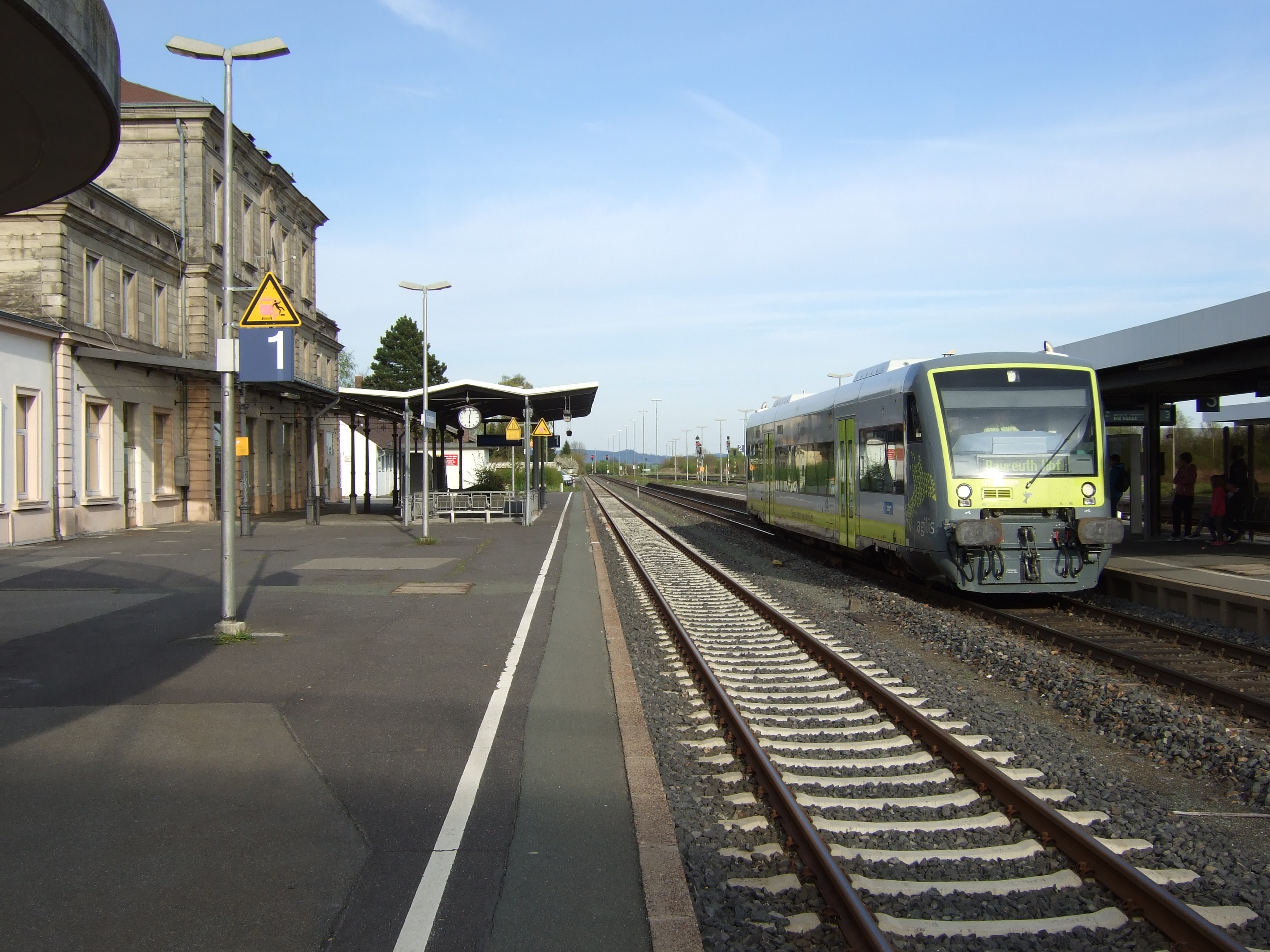
Triebwagen der Baureihe RS1 des Unternehmens Agilis im Bahnhof Kirchenlaibach

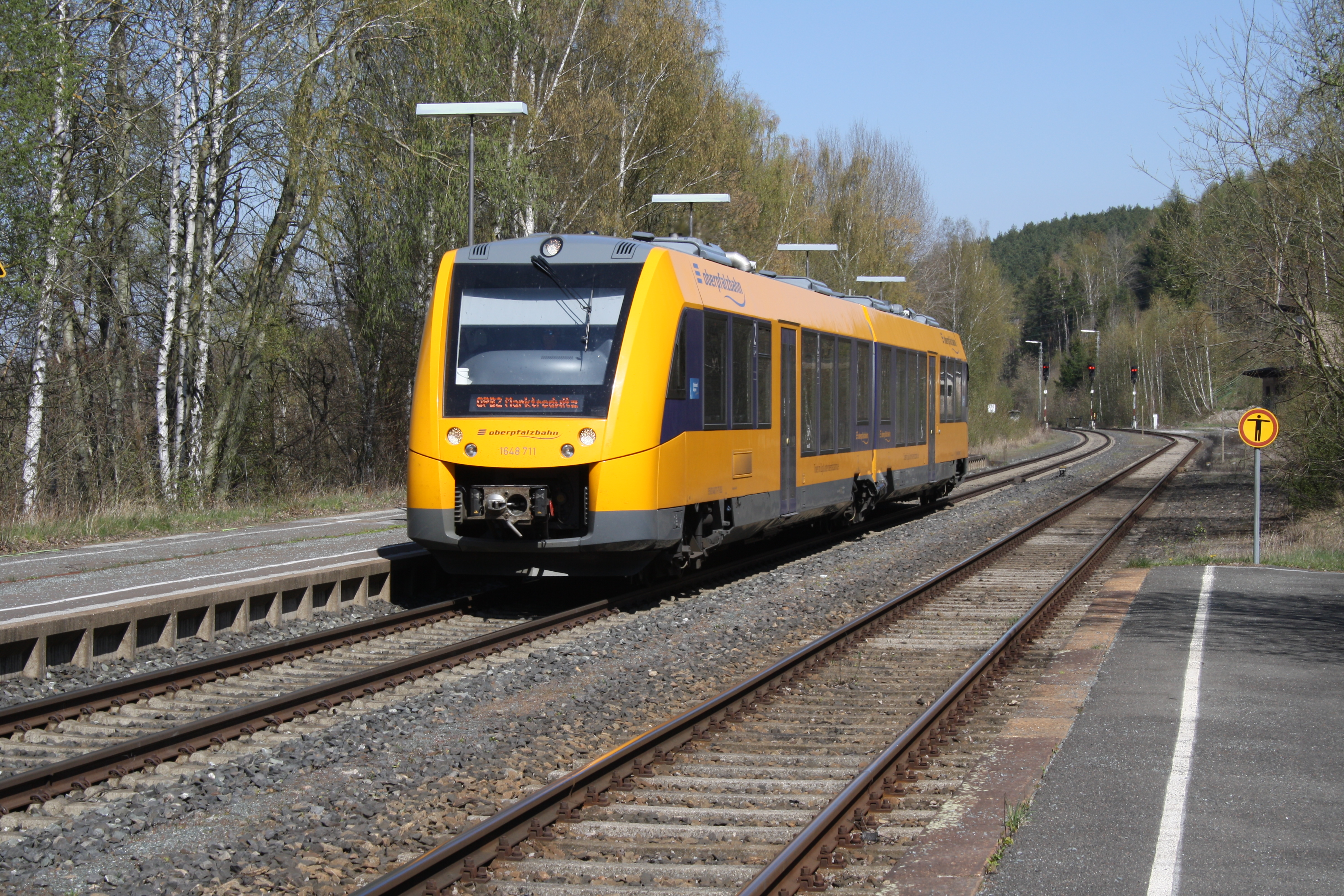
Dieseltriebwagen des Typs LINT 41 der Oberpfalzbahn im Bahnhof Arzberg

Seit dem Fahrplanwechsel am 10. Dezember 2006 verband der „Franken-Sachsen-Express“ genannte Interregio-Express mit Dieseltriebwagen der Baureihe 612 Nürnberg über Bayreuth oder Marktredwitz, Hof und Chemnitz mit Dresden und ersetzt damit die eingestellte Intercity-Linie. Diese Verbindung wurde zum Fahrplanwechsel im Dezember 2014 eingestellt. Damit wurde die Relation Nürnberg-Dresden in Hof geteilt, es verkehren seitdem Regional-Express-Züge (RE) von Nürnberg nach Hof und von Hof nach Dresden, was ein Umsteigen in Hof erforderlich macht.
Außerdem verkehren Regional-Express-Züge (RE) auf der Strecke Nürnberg – Pegnitz – Bayreuth / Marktredwitz – Hof / Cheb (Eger) mit Dieseltriebwagen der Baureihe 612. Die Regionalbahn-Leistungen auf dem Streckenabschnitt Nürnberg – Neunkirchen – Neuhaus werden von DB Regio Franken unter dem Markennamen „Mittelfrankenbahn“ mit Dieseltriebwagen der Baureihe 648 erbracht. Vor dem Fahrplanwechsel Dezember 2008 wurden Dieseltriebwagen der Baureihe 614 oder Diesellokomotiven der Baureihe 218 mit n-Wagen-Garnitur eingesetzt. Von Marktredwitz nach Cheb verkehrten bis zum Wechsel zur Oberpfalzbahn-Linie OPB2 Regionalbahnen der Vogtlandbahn mit Dieseltriebwagen vom Typ Desiro. Die Oberpfalzbahn setzt zwischen Marktredwitz und Cheb nahezu immer Direktzüge (bis auf Ausnahmen nur bis Cheb sowie von Cheb bis Aš) bis nach Hof Hbf über Aš und Selb-Plößberg ein.
Die Bahnhöfe Hersbruck (rechts Pegnitz) und Pegnitz sind sogenannte Systemhalte, an ihnen werden die RE-Züge geflügelt. In Hersbruck rechts Pegnitz werden die Züge mit Ziel Pegnitz – Bayreuth / Marktredwitz – Hof / Cheb (Eger) und Amberg – Schwandorf sowie Weiden / Neustadt (Waldnaab) getrennt. In Pegnitz erfolgt die Trennung und Vereinigung der Züge von und nach Bayreuth und Marktredwitz – Hof.
Seit dem 9. Dezember 2012 gibt es auf der Strecke keinen Fernverkehr mehr.
Auf der kurvenreichen Strecke wurden ab 1992 die speziell dafür beschafften dieselbetriebenen Neigetechnikzüge der Baureihe 610 (Pendolino) eingesetzt, die die streckenbezogene Höchstgeschwindigkeit von 160 km/h voll ausfahren konnten. Sie wurden 2014 von der Baureihe 612 (Regioswinger) abgelöst.

#### Dieselnetz Oberfranken
Die Regionalbahn-Leistungen auf dem Streckenabschnitt (Bayreuth –) Kirchenlaibach – Marktredwitz sind Teil des von der Bayerischen Eisenbahngesellschaft am 8. Februar 2008 ausgeschriebenen „Dieselnetz Oberfranken“, welches seit 12. Juni 2011 von Agilis mit neuen Fahrzeugen vom Typ Stadler Regio-Shuttle RS1 und einem verbesserten Verkehrsangebot betrieben wird.
Zwischen Marktredwitz und Hof verkehren über Cheb Züge der Linie OPB2. Vereinzelt gibt es Züge, die nur zwischen Marktredwitz und Cheb verkehren. Züge der DB verkehren zwischen Nürnberg und Cheb auf deutschem Teil als RegionalExpress (RE), auf tschechischem Boden als Spěšny vlak (Sp) der Linie R29.

#### Verkehrsverbünde
Der komplette in Deutschland liegende Teil der Strecke ist in den Verkehrsverbund Großraum Nürnberg (VGN) integriert.

### Güterverkehr

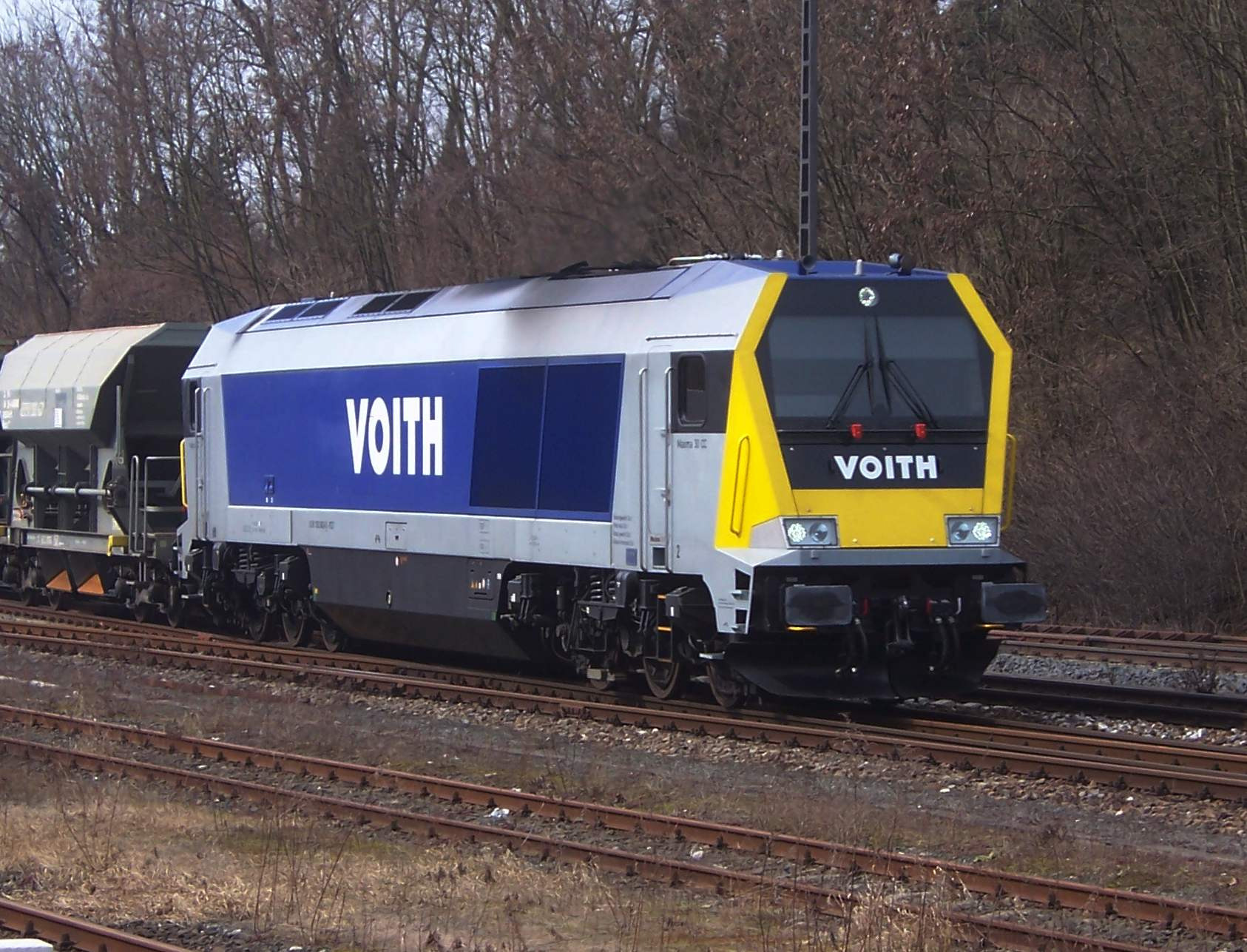
Voith Maxima 30 CC in Hersbruck rechts der Pegnitz, 2010

Auf der Bahnstrecke fahren täglich etwa 15–20 Güterzüge, die mit Lokomotiven der Baureihen 232 und 233 der DB AG bespannt werden. Außerdem fährt IntEgro unregelmäßig mit Lokomotiven der Baureihe ER20 ein Containerzugpaar auf der Relation Nürnberg–Hof.